# Eurot
Prema grčkoj mitologiji, Eurot (starogrčki Εὐρώτας) bio je kralj Lakonije te sin kralja Mileta, kojeg je naslijedio. Preko Mileta, Eurot je bio unuk kralja Lelega te je jednu rijeku nazvao po sebi.
Eurot nije imao sinova, već dvije kćeri — Spartu i Tiasu. Sparta se udala za Lakedemona, kojem je Eurot ostavio kraljevstvo te je Lakedemon kraljevstvo nazvao po svojoj supruzi.
| prethodnik Milet | Kralj Lakonije | nasljednik Lakedemon |